# Krokos (Mythologie)
In der klassischen Mythologie war Krokos (altgriechisch Κρόκος Krókos, lateinisch Crocus) ein sterblicher Jüngling, der von den Göttern aufgrund seiner unglücklichen Liebe zur Nymphe Smilax in eine Pflanze verwandelt wurde, den Krokus. Smilax hingegen wurde in ein Windengewächs verwandelt.
In einer anderen Variante des Mythos taucht Krokos als Begleiter des Hermes auf, der ihn versehentlich mit einem Diskus tötet. Hermes war darüber so verzagt, dass er mit Chloris’ Hilfe den Leichnam des Krokus in eine Blume verwandelte. Diese Erzählung weist deutliche Parallelen zum Mythos von Apollo and Hyakinthos auf und könnte also eine Abwandlung jener Sage sein.
Der Mythos gehört vermutlich der späten klassischen Periode an und war wohl wenig bekannt.